# TOKI ASAKO "LIGHT!" 〜CM & COVER SONGS〜
『TOKI ASAKO "LIGHT!" 〜CM & COVER SONGS〜』（トキ・アサコ ライト シーエム・アンド・カバー・ソングス）は、土岐麻子のベスト・アルバム。2011年2月2日発売。発売元はrhythm zone。

## 概要
rhythm zoneからリリースされたアルバム、シングルから選曲されたベスト・アルバム。CMソング、カバー曲で構成されている。

## 収録曲
1. Gift 〜あなたはマドンナ〜
資生堂「ELIXIR SUPERIEUR」CMソング。
初出：シングル『Gift 〜あなたはマドンナ〜』（2011年1月19日）
2. How Beautiful
ユニクロ「メリノウール」CMソング。
初出：シングル『How Beautiful』（2008年10月15日）
3. Waltz for Debby
NISSAN「新型TEANA」CMソング。ビル・エヴァンスのカバー
初出：『TOUCH』（2009年1月14日）
4. ALL YOU NEED IS LOVE
NTTドコモ「STYLE イルミネーション」CMソング。ビートルズのカバー
初出：『乱反射ガール』（2010年5月26日）
5. い・け・な・いルージュマジック
忌野清志郎・坂本龍一のカバー（編曲：川口大輔）
新曲
6. 小麦色のマーメイド
松田聖子のカバー
初出：『Summerin'』（2008年6月25日）
7. Reach Out, I'll Be There
フォー・トップスのカバー
初出：『Summerin'』
8. サマーヌード
真心ブラザーズのカバー
初出：『Summerin'』
9. HUMAN NATURE / sings with 和田 唱 from TRICERATOPS
マイケル・ジャクソンのカバー
初出：『乱反射ガール』
10. Lucy In The Sky With Diamonds
ビートルズのカバー
初出：シングル『How Beautiful』
11. 青空のかけら
斉藤由貴のカバー
初出：『TALKIN'』（2007年11月21日）
12. COME ON A MY HOUSE
江利チエミのカバー
初出：『TALKIN'』